# Trophomera baticola
Trophomera baticola is een rondwormensoort uit de familie van de Benthimermithidae. De wetenschappelijke naam van de soort is voor het eerst geldig gepubliceerd in 1980 door Rubtzov.